# ایستگاه متروی داوید ساسونی

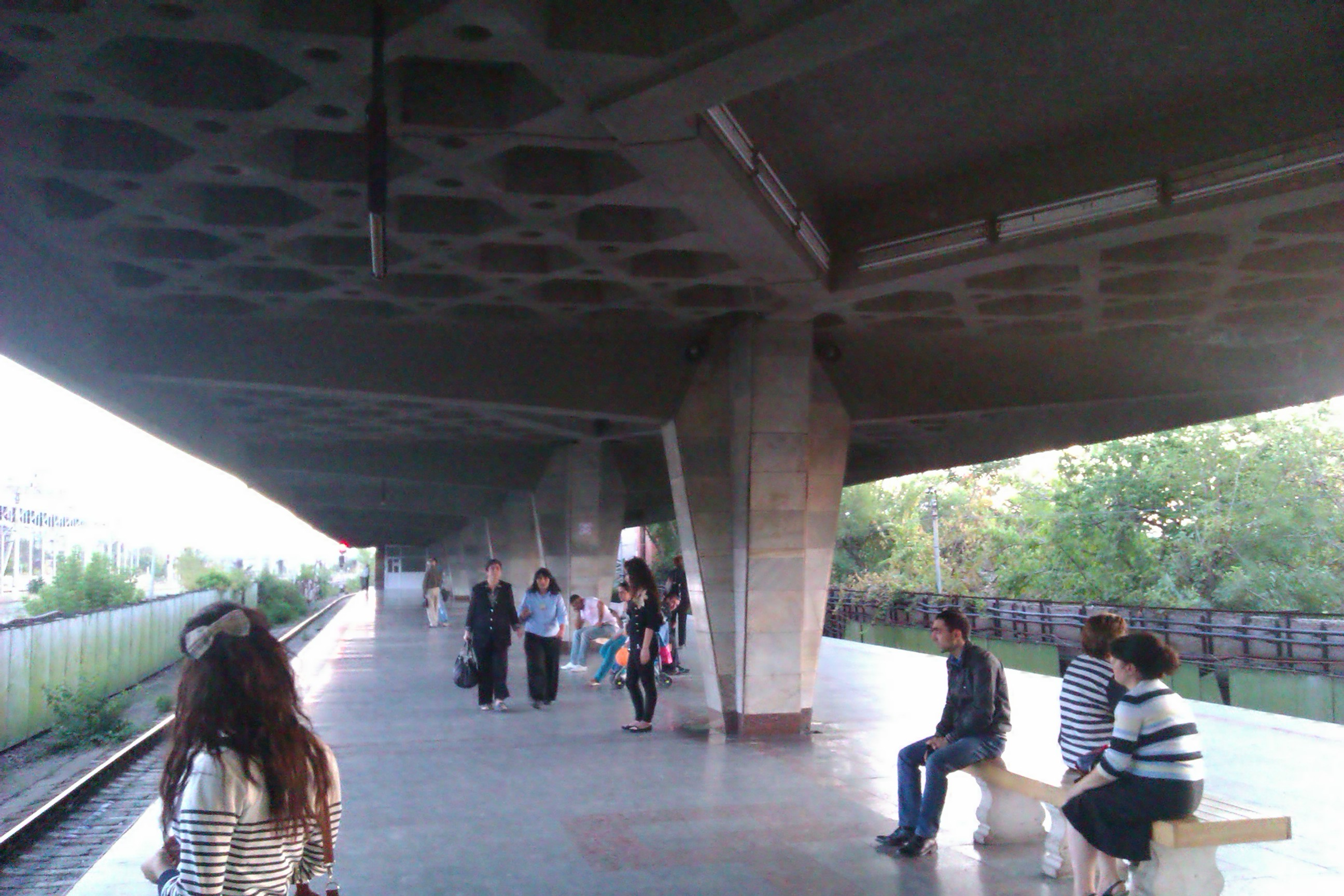
داخل ایستگاه

داوید ساسونی (ارمنی: Սասունցի Դավիթ) ایستگاه متروی ایروان می‌باشد. داوید ساسونی یکی از ایستگاه‌های اصلی متروی شهر ایروان می‌باشد و در ۷ مارس ۱۹۸۱ برای عموم گشایش یافت.